# Calandrella dukhunensis
Calandrella dukhunensis — вид горобцеподібних птахів родини жайворонкових (Alaudidae). Мешкає в Центральній Азії.

## Поширення
Жайворонок розмножується в Тибеті, центральному Китаї та Монголії в регіоні, що лежить між 90° і 120° сх. д.. Це характерний високогірний птах, який здійснює тривалі весняні та осінні міграції. Зони зимівлі знаходяться в центральній частині і на півдні Індії. Середовище існування в районі гніздування — високогірний степ на висоті до 5000 метрів.

## Опис
Тіло близько 15 сантиметрів завдовжки. Хвіст відносно короткий порівняно з довжиною тіла. Він значно темніший як на верхній, так і на нижній сторонах тіла, ніж інші види малих жайворонків. Довжина крил 9,3-10,3 сантиметрів. Верхня сторона тіла темно-коричнева і густо смугаста. Нижня сторона тіла світло-жовто-коричневого кольору. Нечітка червонувата смуга проходить через груди.

## Спосіб життя
Раціон складається з комах і насіння. Як і всі жайворонки, вид є наземним гніздовим птахом.